# Хойл, Эдмонд
Эдмонд Хойл (англ. Edmond Hoyle; 1671 или 1672, Королевство Англия — 29 августа 1769, Лондон, Англия, Королевство Великобритания) — британский игрок и писатель, автор целого ряда работ по правилам различных карточных и других настольных игр, считающийся родоначальником подобного рода литературы.
О его жизни известно крайне мало, точные дата и место рождения, а также происхождение неизвестны. Согласно «Книге дней» Чемберса, по основному роду деятельности Хойл был юристом.
В начале 1740-х годов Хойл уже жил в Лондоне и, как считается, материально поддерживал себя обучением игре в вист. В 1742 году им было написано — первоначально для своих учеников — сочинение «Краткий трактат по игре в вист». Это сочинение (как пишет Оксфордский биографический словарь — первый научный труд, посвящённый карточной игре), впервые выпущенное в ноябре 1742 года, в скором времени стало невероятно популярным и при жизни автора выдержало 13 переизданий. В восьмом издании (1748) к тексту, посвящённому висту, были добавлены также трактаты о других играх со взятками — кадрили и пике. В 1760 году трактат был отредактирован Хойлом и оставался наиболее авторитетным руководством по висту вплоть до 1864 года, когда лондонскими клубами «Арлингтон» и «Портер» были приняты новые правила. На французский язык его работа была переведена в 1764 году, на немецкий — в 1768. Хойл и его «Трактат» упоминаются в ряде произведений английской литературы, в том числе в «Истории Тома Джонса, найдёныша» Филдинга и «Доне Жуане» Байрона, а также в поэме «Вист» Александра Томсона.
В 1751 году был также опубликован трактат об игре в браг — одной из предшественниц современного покера. Помимо карточных игр Хойл занимался составлением правил и руководств и по другим настольным играм, в частности, по нардам (работа о них была написана в 1743 году и также включена в восьмое издание трактата о висте) и шахматам (работа по ним вышла в 1761 году). Уже во второй половине XVIII века в английском языке появилось устойчивое выражение according to Hoyle — «в соответствии с Хойлом», означающее нечто, что выполнено в полном соответствии с правилами. Имя «Хойл» после его смерти стало синонимом любого учебника карточной игры. Так, в 1860 году вышла книга «Американский Хойл», в 1889 году — «Стандартный Хойл — полное руководство по всем азартным играм», а в 1956 году — «Новый полный Хойл» с правилами, теорией и историей более 600 азартных и интеллектуальных игр.
Эдмонд Хойл умер в 1769 году и был похоронен на Марилебонском кладбище в Лондоне. В 1979 году, через 210 лет после смерти, имя Хойла было одним из первых включено в списки Зала славы покера в Лас-Вегасе, несмотря на то, что покер в его современном виде в эпоху Хойла ещё не возник.